# 多里納 (密蘇里州)
多里納（英語：Dorena）是位於美國密蘇里州密西西比縣的非建制地區。

## 歷史
多里納的郵局於1899年設立，1915年關閉後又於1919年重啟，其後於1973年停運。

## 地理
多里納所處的海拔為高於海平面92米（即302英呎），而該地所採用的時區為UTC-6，即北美中部時區（CST）。同時該地設有夏令時間，為UTC-6調快一小時，即UTC-5（CDT）。